# Muscatine
Muscatine est une ville américaine, siège du comté de Muscatine, dans l'est de l'Iowa. La population de la ville était estimée en 2015 à 23 968 habitants.

## Histoire
Muscatine a d'abord été un comptoir pour le commerce des fourrures, fondé en 1833 par le colonel George Davenport. Lors de son incorporation en 1839, Muscatine fut nommée Bloomington puis renommée Muscatine à cause de la confusion due au trop grand nombre de villes portant déjà ce nom. Au XIXe siècle, Muscatine était un refuge pour les esclaves en fuite ou affranchis.

## Personnalités liées à la ville
naissance dans la ville
- Max Allan Collins, écrivain ;
- Fred Dayton Lambert, botaniste ;
- Charles Fox Parham, prédicateur.

## Jumelages
- Crespo (Argentine)
- Ichikawamisato (Japon)
- Kislovodsk (Russie)
- Łomża (Pologne)
- Paraná (Argentine)
- Paysandú (Uruguay)
- Drohobych (Ukraine)
- Ludwigslust (Allemagne)

## Source
- (en) Cet article est partiellement ou en totalité issu de l’article de Wikipédia en anglais intitulé « Muscatine, Iowa » (voir la liste des auteurs).